# سی اس-بلست
سی اس بلست یک ورژن  اصلاح شدهٔ بلست، برنامه‌ای برای جستجوی توالی پروتئین است.
زیست شناسان عموماً عمل جستجوی توالی‌ها را انجام می دهند، تا بتوانند عملکرد یک پروتئین ناشناخته را از روی توالی اش حدس بزنند. برای این منظور، توالی پروتئین با میلیون‌ها توالی پروتئینی دیگر مقایسه می‌شود. عملکرد توالی با توجه به عملکرد توالیهایی که بیشترین تشابه به آن را دارند حدس زده می‌شود.

## نحوه ی اجرا
سی اس-بلست مانند یک بسته بندی حول بلست عمل می‌کند. به‌طوری‌که توالی‌های پروتئین را، با سرعت و میزان خطای یکسان، دو برابر بیشتر از بلست پیدا می‌کند. 
در حالیکه احتمال اینکه آمینو اسیدها به نوع دیگری از آمینو اسیدها در پروتئین مورد نظر جهش پیدا کند،تنها بستگی به آمینو اسید هلی تک رشته‌ای در بلست و دیگر برنامه‌های جستجوی توالی دارد،احتمال جهش در سی اس-بلست وابسته به مکانهای محلی توالی است.
یک توسیع سی اس-بلست برای جستجوی متوالی بوسیلهٔ ماتریس‌های نمره دهی موجود است. این برنامه (سی اس آی- بلست) مشابه برنامه پی سی ای-بلست است. دو بار تکرار جستجوی سی اس آی-بلست، حساسیت(sensitivity) بیشتری نسبت به پنج بار تکرار جستجوی پی سی اس آی-بلست دارد.